# Sinomicrurus
Sinomicrurus es un género de serpientes de coral de la familia Elapidae que se distribuyen por Asia oriental e indomalaya.
Estudios moleculares y morfológicos apoyan la hipótesis para la inclusión de este nuevo género dentro de la familia Elapidae.

## Especies
Se reconocen las 5 siguientes según The Reptile Database:
- Sinomicrurus hatori (Takahashi, 1930)
- Sinomicrurus japonicus (Günther, 1868)
- Sinomicrurus kelloggi (Pope, 1928)
- Sinomicrurus macclellandi (Reinhardt, 1844)
- Sinomicrurus sauteri (Steindachner, 1913)